# Pentedium
Pentedium is een geslacht van uitgestorven zee-egels uit de familie Laganidae. Vertegenwoordigers van dit geslacht zijn slechts als fossiel bekend.

## Soorten
- Pentedium curator Kier, 1967 †